# Het spel der evolutie
Het spel der evolutie is een strategisch computerspel. Het is ontworpen en gemaakt door Discovery Channel. Het spel is gebaseerd op de principes van de evolutietheorie.

## Gameplay
Het spel wordt gespeeld door rivaliserende spelers, die, afhankelijk van het gekozen scenario, beginnen met één of enkele diersoorten. Diersoorten verspreiden en vermenigvuldigen zich uit eigen beweging, maar kunnen ook handmatig worden begeleid. Aan de speler is de taak de eigen diersoorten in leven te houden en te kiezen voor mogelijke paden van evolutie. Het ultieme doel is het evolueren van een intelligente diersoort.

### Wereld
De wereld bestaat uit landtegels met hun eigen temperatuur en ondergrond. De verschillende soorten ondergrond zijn
- diep water
- ondiep water
- moeras
- vlakte
- woestijn
- bosgebied
- woud
- laaggebergte
- hooggebergte
- gletsjer

Naarmate de miljoenen jaren vorderen zal de wereld zich aanpassen. Als voor een historische wereld is gekozen zullen de continenten zich bewegen zoals dat historisch is gebeurd. Bij een willekeurige wereld zwerven er enkele continenten willekeurig rond. Ook het soort gebied verandert.

### Diersoorten
Een groep van dieren van één diersoort wordt op het scherm weergegeven als één enkel dier. Zodra deze groep een populatie van 1000 dieren bereikt, splitst deze zich in twee groepen van 500 dieren, gerepresenteerd op het scherm door twee losse dieren.
Dieren zoeken zelf in hun directe omgeving goede voedingsgebieden en zullen zich verplaatsen om zich daar te voeden. Wil de speler zijn soort echter over grotere afstanden verplaatsen om strategische redenen, dan kunnen de dieren daarheen gestuurd worden.
Verschillende diersoorten hebben hun eigen ideale voedingsgebied, bepaald door temperatuur en het soort gebied.

### Startopties
Bij het starten van een nieuw spel kan een aantal beginvoorwaarden worden gekozen die bepalend zijn voor het verloop en de te kiezen strategie.

#### Tegenspelers
Het spel kan worden gespeeld tegen maximaal vijf tegenstanders. Deze tegenstanders hebben namen van mensen die een belangrijke rol hebben gespeeld in de ontwikkeling van de evolutietheorie:
- Cope
- Darwin
- Marsh
- Mendel
- Huxley

#### Tijdvak
Je kan het spel op verschillende momenten in de evolutie laten beginnen en laten eindigen. Deze zijn in scenario's vastgelegd. De mogelijke scenario's zijn:
- De gehele evolutie
- scenario Krijt
- scenario vroeg-Mesozoïcum
- scenario Cenozoïcum

Deze scenario's stoppen als het betreffende tijdvak is afgelopen of als er een dinosauriër (bij Krijt) of intelligent leven is ontwikkeld (bij vroeg-Mesozoïcum en Cenozoïcum).

#### Wereld
Er kan gekozen worden voor een willekeurige wereld of de wereld zoals die er historisch uitzag. Wordt er gekozen voor een willekeurige wereld, dan kan worden aangegeven hoeveel procent van de wereld uit land moet bestaan, met een bereik van 30%-70%.

#### Rampen
Overgangen tussen tijdperken worden gekenmerkt door grootschalige klimatologische veranderingen, historisch gezien veelal veroorzaakt door rampen als grote vulkaanuitbarstingen en inslagen van kometen. Er kan aan het begin van het spel gekozen worden of deze rampen plaats moeten vinden. Gekozen kan worden voor de rampen die historisch gezien deze klimaatveranderingen veroorzaakten, of voor willekeurige rampen.

### Tijdperken
Er zijn vijf tijdperken, namelijk:
- Carboon
- Perm
- vroeg-Mesozoïcum
- Krijt
- Kenozoïcum

Elk van deze tijdperken heeft een eigen lengte, die enigszins kan verschillen per spel, omdat er met kans op tijdovergang wordt gewerkt. Dit is dus net zoals in de gewone geschiedenis van de Aarde. Wanneer het spel met rampen gespeeld wordt zal er een ramp plaatsvinden aan het eind van een tijdperk.
Ter referentie een tabel met de historische tijdvakken.
| Era | Paleozoïcum    | Paleozoïcum   | Paleozoïcum   | Mesozoïcum    | Mesozoïcum    | Mesozoïcum   | Cenozoïcum   | Cenozoïcum |
| Periode | Tijden ervoor* | Carboon       | Perm          | Trias         | Jura          | Krijt        | Neogeen      | Paleogeen  |
| Tijden (Ma) | ... - 359,2    | 359,2 - 299,0 | 299,0 - 251,0 | 251,0 - 199,6 | 199,6 - 145,5 | 145,5 - 65,5 | 65,5 - 23,03 | 23,03 - 0  |
| * Tijden waar nog geen landdieren waren. De enige dieren waren de Rapistadian Fishes NB: Een compleet overzicht is steeds te vinden onder de desbetreffende link |                |               |               |               |               |              |              |            |

### Intelligent leven
De evolutieladder, met daarin de dieren, is bijna hetzelfde als in de ons bekende wereld. Het enige verschil zit hem in het feit dat er uit meerdere dieren een intelligente diersoort kan ontstaan.
De volgende dieren kunnen in een intelligente diersoort evolueren:
- De papegaai evolueert tot Psitaccisapiens
- De wombat evolueert tot Vombatus sapiens
- De olifant evolueert tot Elephasapiens
- De velociraptor evolueert tot Saurosapiens
- De aap evolueert tot Homo sapiens, de mens, waar wij als Homo sapiens sapiens een ondersoort van zijn.